# The Weapon
The Weapon är en låt av den kanadensiska progressiv rock-bandet Rush. Den finns på albumet Signals släppt 9 september 1982. Låten är den längsta på albumet. Den har också släppts som singel år 1983. 
"The Weapon" spelades 197 gånger live av Rush.